# Norfolk Coast

Norfolk Coast

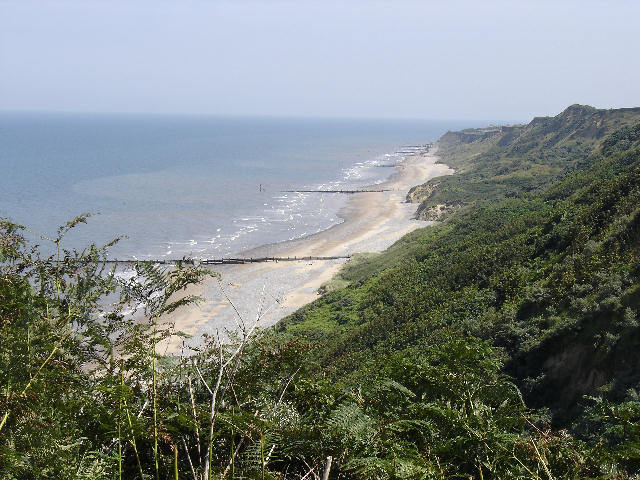
Küste bei Cromer

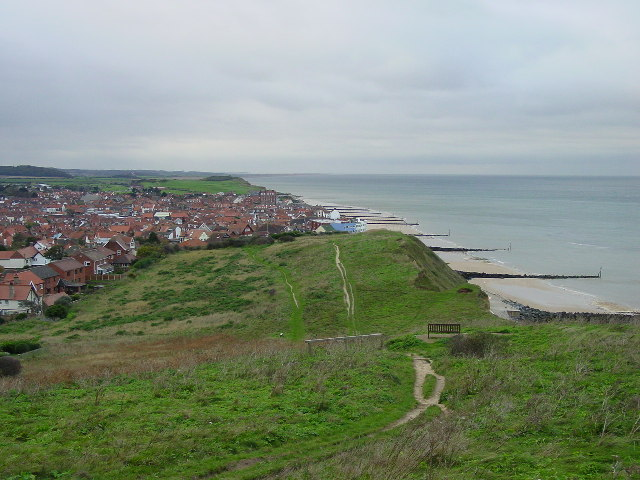
Küste bei Sheringham

Die etwa 450 km² umfassende Küstenlandschaft im Norden der englischen Grafschaft Norfolk (Norfolk Coast) ist seit dem Jahr 1968 als „Gebiet von außergewöhnlicher Naturschönheit“ (Area of Outstanding Natural Beauty/AONB) besonders geschützt.

## Lage
Das je nach Stand der Gezeiten und der Küstenform etwa 0 bis 50 m hoch gelegene, ca. 100 km lange, aber nur etwa 2 bis 4 km breite Schutzgebiet erstreckt sich entlang der Nordseeküste vom Ästuar The Wash im Westen bis zum Naturreservat der Winterton Dunes bei Winterton-on-Sea im Osten. Es umfasst eine nur dünn besiedelte, großenteils von Dünen bedeckte Landschaft mit den Orten Hunstanton, Wells-next-the-Sea, Blakeney, Sheringham, Cromer und Mundesley. Südlich schließt sich das Schutzgebiet der Suffolk Coast and Heaths an.

## Aktivitäten
Das Urlaubsgebiet der Norfolk Coast eignet sich – je nach Interessen und Wetterlage sowohl für Bade- als auch für Wanderurlaub (Norfolk Coast Path). Historische Sehenswürdigkeiten finden sich – abgesehen vom römischen Kastell Branodunum, der Ruine der mittelalterlichen Binham Priory und einiger spätmittelalterlichen Dorfkirchen im Perpendicular Style – kaum. Der Ort Burnham Thorpe ist der Geburtsort von Vizeadmiral Horatio Nelson.